# Neopsylla
Neopsylla är ett släkte av loppor. Neopsylla ingår i familjen mullvadsloppor.

## Dottertaxa tillNeopsylla, i alfabetisk ordning[1]
- Neopsylla abagaitui
- Neopsylla acanthina
- Neopsylla affinis
- Neopsylla aliena
- Neopsylla angustimanubra
- Neopsylla anoma
- Neopsylla avida
- Neopsylla bactriana
- Neopsylla bana
- Neopsylla bidentatiformis
- Neopsylla biseta
- Neopsylla clavelia
- Neopsylla compar
- Neopsylla constricta
- Neopsylla democratica
- Neopsylla dispar
- Neopsylla fimbriata
- Neopsylla galea
- Neopsylla heckeli
- Neopsylla hissarica
- Neopsylla hongyangensis
- Neopsylla honora
- Neopsylla inopina
- Neopsylla japonica
- Neopsylla kweichowensis
- Neopsylla longisetosa
- Neopsylla luma
- Neopsylla mana
- Neopsylla mantissa
- Neopsylla marleaneae
- Neopsylla megaloba
- Neopsylla meridiana
- Neopsylla musseri
- Neopsylla mustelae
- Neopsylla nebula
- Neopsylla ninae
- Neopsylla pagea
- Neopsylla paranoma
- Neopsylla pleskei
- Neopsylla sasai
- Neopsylla secura
- Neopsylla sellaris
- Neopsylla setosa
- Neopsylla siboi
- Neopsylla sondaica
- Neopsylla specialis
- Neopsylla stenosinuata
- Neopsylla stevensi
- Neopsylla teratura
- Neopsylla tricata
- Neopsylla villa